# Виборчий округ 150
Виборчий округ 150 — виборчий округ в Полтавській області. В сучасному вигляді був утворений 28 квітня 2012 постановою ЦВК №82 (до цього моменту існувала інша система виборчих округів). Окружна виборча комісія цього округу розташовується в приміщенні відділення ДЮСШ №1 з шахів за адресою м. Горішні, вул. Гірників, 17.
До складу округу входять місто Горішні Плавні, частина Автозаводського району (мікрорайон Ближнє Молодіжне і все що на північ від нього) міста Кременчук, Глобинський і Кременчуцький райони. Виборчий округ 150 межує з округом 148 на півночі, з округом 147 на північному сході, з округом 149 на сході, з округом 102 на півдні, з округом 195 на заході та має всередині округ 146 у вигляді ексклаву. Виборчий округ №150 складається з виборчих дільниць під номерами 530089-530145, 530379-530416, 530983-531000, 531086-531098 та 531274-531275.

## Народні депутати від округу
| Ім'я                          | Фото | Партія         | Скликання | Дата набуття повноважень | Дата припинення повноважень |
| ----------------------------- | ---- | -------------- | --------- | ------------------------ | --------------------------- |
| Жеваго Костянтин Валентинович |      | самовисуванець | 7-ме      | 12 грудня 2012           | 27 листопада 2014           |
| Жеваго Костянтин Валентинович |      | самовисуванець | 8-ме      | 27 листопада 2014        | 29 серпня 2019              |
| Мовчан Олексій Васильович     |      | Слуга народу   | 9-те      | 29 серпня 2019           |                             |

## Результати виборів

### Парламентські

#### 2019
Кандидати-мажоритарники:
- Мовчан Олексій Васильович (Слуга народу)
- Жеваго Костянтин Валентинович (самовисування)
- Холод Євгеній Миколайович (Батьківщина)
- Говоренко Володимир Олександрович (Опозиційна платформа — За життя)
- Балацький Іван Володимирович (Європейська Солідарність)
- Гуйда Оксана Анатоліївна (Голос)
- Тараненко Олександр Миколайович (самовисування)
- Литвиненко Сергій Петрович (Свобода)
- Завалій Микола Вікторович (самовисування)
- Білоус Іван Іванович (самовисування)
- Гречка Олександр Миколайович (Опозиційний блок)
- Первак Микола Михайлович (самовисування)
- Плескач Анатолій Анатолійович (самовисування)
- Дорошенко Олег Борисович (самовисування)

#### 2014
Кандидати-мажоритарники:
- Жеваго Костянтин Валентинович (самовисування)
- Капустян Ганна Тимофіївна (Свобода)
- Каплін Діонісій Сергійович (Блок Петра Порошенка)
- Лисенко Олександр Ігорович (Радикальна партія)
- Гузь Тетяна Олегівна (Опозиційний блок)
- Колісник Юрій Олексійович (Комуністична партія України)
- Литвинович Сергій Григорійович (самовисування)
- Поздняков Олексій Олексійович (самовисування)
- Школовий Ігор Вікторович (самовисування)
- Мошенець Анатолій Володимирович (самовисування)
- Руденко Артем Сергійович (самовисування)

#### 2012
Кандидати-мажоритарники:
- Жеваго Костянтин Валентинович (самовисування)
- Капустян Ганна Тимофіївна (самовисування)
- Савицька Оксана Анатоліївна (УДАР)
- Панасенко Іван Якимович (самовисування)
- Колісник Юрій Олексійович (Комуністична партія України)
- Мітіна Ірина Валентинівна (Партія регіонів)
- Кафізов Денис Валерійович (Україна — Вперед!)
- Сичевський Анатолій Павлович (самовисування)

## Явка
Явка виборців на окрузі: